# ライセンスの互換性
ライセンスの互換性（ライセンスのごかんせい、License compatibility）は、ライセンスの共存可能性とも言い、著作権に基づく著作物に適用されるライセンス、とりわけソフトウェアパッケージのライセンスについて、異なるライセンスを持つ著作物を組み合わせることが可能であるか否かの判断を指す。新しい著作物を作成する目的で複数のパッケージのソースコードや複数の著作物のコンテンツを組み合わせ、著作権法に則り合法的に頒布することができなくなるような、矛盾した要求を含むライセンスについての問題が、本稿の主題である。

## 概要
例えば、一方のライセンスが「改変バージョンは任意の広告事項において、開発者を言及しなければならない」（オリジナルBSDライセンスの宣伝条項）と主張するものの、他方のライセンスでは「改変バージョンには追加的な一切の告知要求を含めることはできない」と主張していたと仮定する。もし一方のライセンスで許諾されたソフトウェアパッケージを他方のライセンスを採用したものと組み合わせると、同時に満たすことは不可能であるから、この「結合した著作物」は法に則って頒布できなくなるだろう。このようなとき、2つのパッケージのライセンスは非互換（互いに両立しない incompatible）である。ただし、両ソフトウェアの著作権者から直接両ソフトウェアの頒布を許可されれば可能となるが、著作権者（著作者だけではないことに注意）は各ソフトウェア（とりわけ大規模なFOSS）において多数存在する場合がある。
Open Source Initiative（OSI）またはフリーソフトウェア財団（Free Software Foundation, FSF）に承認されている任意のライセンスが必ずしも互換性があるとは限らないので、そのようなライセンスのもと許諾されたソースコードを混合することは常に可能ではない。例えば、Mozilla Public License（MPL） 1.0あるいは1.1のもとリリースされたコードとGNU General Public License（GPL）で許諾されるコードを混合して新たなソフトウェアを作成した際、GPLまたはMPL 1.0～1.1の条項に違反しないよう頒布する手段などない（両ライセンスはOSI、FSF双方に承認されているにもかかわらず）。Mozilla製品はMPLとGPLなどを含むマルチライセンスで許諾されているためこのような問題はない。幾つかよく利用されるライセンスに互換性があるか否かのリストが存在する。

## GPLとの互換性
デイヴィッド・A・ウィーラーはGPLとの互換性がソフトウェアライセンスの重要な要素であると主張している。多くの著名な自由ソフトウェアライセンス、例えばオリジナルのMIT/X license、現行の3条項または2条項BSDライセンスならびにその変種（ただしオリジナルの4条項BSDライセンスは宣伝条項のためGPLと互換性はない）、LGPLは「GPL互換」（GPLと互いに両立）である。このことから、これらライセンスのコードをGPLと衝突することなく結合して一つのプログラムとすることができる。この時新しい「結合した著作物」全体は（コピーレフト性が最も強い）GPLのもと許諾される。コピーレフト・ソフトウェアライセンスに準ずるライセンスは、本来はGPL互換ではないが、しかし、異なるライセンスもしくは異なるライセンス・バージョン下にあるソフトウェアを結合することを許可する例外条項が存在する場合がある（またGPL自身のようにそのような例外条項の追加を予め許可しているライセンスも存在する）。
互換または非互換であるライセンスの例はFSFが承認したソフトウェアライセンスの一覧を参照。
GPLの互換性については、コピーレフトの互換性の特殊な事情によるところがある。例外条項を持つライセンスを除いて、GPLを含む強いコピーレフト性を持つライセンスは相互に両立しなくなる。例えば、GPLの条文を直接改変したライセンスは通常非互換になる（記事"GNU General Public License#ライセンス条文の著作権者"を参照）。

## コンテンツのライセンス
オープンコンテントやフリーコンテントはライセンスで自由利用を許容する創作物であるが、ソフトウェアと同じくライセンスの互換性を考慮する必要がある。クリエイティブ・コモンズ・ジャパンが行った講演によると、自由利用可能なコンテンツに関しても広範に利用されている標準化されたライセンスを使うべきであり、その理由は、独自ライセンスを策定することでコンテンツ間のライセンスの互換性を失う場合があり、コンテンツを自由利用可能とした利点が無くなってしまうためであると述べている。

## ライセンスの更新
著作物に適用されるライセンスとして、バージョン指定をしない、あるいは特定のバージョン以降のライセンスを指定していた場合、新しいバージョンのライセンスを出すことで、それまで非互換だったライセンスとの互換をはかることができる。具体例としては、GNU Free Documentation Licenseのバージョン1.3で、ウィキペディア上などのGFDLでライセンスされた文書をCC BY-SAとしてリリースできるようになったこと、Affero General Public Licenseがフリーソフトウェア財団作成のGNU Affero General Public Licenseへ移行するために作られたAffero General Public License version 2などがあげられる。